# Северин, Юрий Дмитриевич
Юрий Дмитриевич Северин (31 марта 1924 — 11 января 2010) — советский и российский юрист, государственный деятель, Заслуженный юрист РСФСР (1984).

## Биография
Родился 31 марта 1924 года в Южском районе Ивановской области. Незадолго до Великой Отечественной войны семья переехала в пригород Москвы.
В 1942—1947 годах находился служил в рядах РККА; воевал в составе Северо-Западного, Западного, 3-го Белорусского фронтов. Войну закончил в звании гвардии старшего сержанта — командира расчёта.
В 1947 году поступил на юридический факультет Московского государственного университета имени М. В. Ломоносова, по окончании которого в 1952 году был распределён на работу в аппарат Верховного Суда СССР, где проработал до 1964 года.
В 1964 году был избран судьёй Верховного Суда РСФСР. Потом работал в аппарате ЦК КПСС.
В 1976 году был назначен заместителем Министра юстиции РСФСР; одновременно, в 1981—1982 гг., был советником по правовым вопросам при руководящих органах Афганистана. С 25 августа 1982 года по 30 января 1991 года был первым заместителем Министра юстиции РСФСР. Избирался депутатом Моссовета.
В 1992—1994 годах был вице-президентом Российской правовой академии Минюста РФ.
С 19 января 1994 года по 30 ноября 2006 года работал частнопрактикующим нотариусом г. Москвы.
Умер 11 января 2010 года в Москве. Похоронен на Митинском кладбище.

## Научная деятельность
Заочно окончил аспирантуру Института государства и права РАН. В 1991 году защитил кандидатскую диссертацию на тему «Судебная реформа : проблемы организационного обеспечения правосудия» во Всесоюзном научно-исследовательский институте проблем укрепления законности и правопорядка Прокуратуры РСФСР (ныне Академия Генеральной прокуратуры Российской Федерации).
Был одним из соавторов «Комментария к законодательству РСФСР о борьбе с пьянством и алкоголизмом», а также «Комментария к Уголовному кодексу РСФСР» 1-го (1980) и 2-го (1984) изданий. Юрий Северин опубликовал ряд статей на тему судопроизводства и правосудия в журналах «Советское государство и право», «Советская юстиция» и «Социалистическая законность».

## Награды
- Награждён 4 орденами (включая орден Славы) и 18 медалями
- Заслуженный юрист РСФСР